# Dark Sarah
 (septembre 2022).
La mise en forme du texte ne suit pas les recommandations de Wikipédia : il faut le « wikifier ».
Les points d'amélioration suivants sont les cas les plus fréquents. Le détail des points à revoir est peut-être précisé sur la page de discussion.
- Les titres sont pré-formatés par le logiciel. Ils ne sont ni en capitales, ni en gras.
- Le texte ne doit pas être écrit en capitales (les noms de famille non plus), ni en gras, ni en italique, ni en « petit »…
- Le gras n'est utilisé que pour surligner le titre de l'article dans l'introduction, une seule fois.
- L'italique est rarement utilisé : mots en langue étrangère, titres d'œuvres, noms de bateaux, etc.
- Les citations ne sont pas en italique mais en corps de texte normal. Elles sont entourées par des guillemets français : « et ».
- Les listes à puces sont à éviter, des paragraphes rédigés étant largement préférés. Les tableaux sont à réserver à la présentation de données structurées (résultats, etc.).
- Les appels de note de bas de page (petits chiffres en exposant, introduits par l'outil «  Source ») sont à placer entre la fin de phrase et le point final[comme ça].
- Les liens internes (vers d'autres articles de Wikipédia) sont à choisir avec parcimonie. Créez des liens vers des articles approfondissant le sujet. Les termes génériques sans rapport avec le sujet sont à éviter, ainsi que les répétitions de liens vers un même terme.
- Les liens externes sont à placer uniquement dans une section « Liens externes », à la fin de l'article. Ces liens sont à choisir avec parcimonie suivant les règles définies. Si un lien sert de source à l'article, son insertion dans le texte est à faire par les notes de bas de page.
- La présentation des références doit suivre les conventions bibliographiques. Il est recommandé d'utiliser les modèles {{Ouvrage}}, {{Chapitre}}, {{Article}}, {{Lien web}} et/ou {{Bibliographie}}. Le mode d'édition visuel peut mettre en forme automatiquement les références.
- Insérer une infobox (cadre d'informations à droite) n'est pas obligatoire pour parachever la mise en page.

Pour une aide détaillée, merci de consulter Aide:Wikification.
Si vous pensez que ces points ont été résolus, vous pouvez retirer ce bandeau et améliorer la mise en forme d'un autre article.
Dark Sarah est un groupe de metal symphonique finlandais créé par Heidi Parviainen, après son départ du groupe Amberian Dawn en 2012. La musique du groupe du groupe est décrite comme du « metal cinématique ».

## Biographie

### Formation et création deBehind the Black Veil(2012–2015)
La chanteuse Heidi Parviainen a commencé à travailler sur le premier album de Dark Sarah, Behind the Black Veil, après avoir pris la décision de quitter son ancien groupe Amberian Dawn. En écrivant ses premières paroles pour la chanson Save Me, qui parle d'un personnage nommé Sarah, qui est laissé à l'autel par son fiancé, et qui s'enfuit dans les bois en larmes, elle décide finalement de faire un album-concept qui serait sur les points et les côtés les plus sombre de Sarah. C'est également à ce moment qu'elle propose le nom de son projet. Pour porter l'attention auprès du public, elle demande aux musiciens Kasperi Heikkinen, Teemu Laitinen et Jukka Koskonen d'enregistrer les deux premières chansons Save Me et Poison Apple pour ce qui allait devenir le premier album de Dark Sarah, Behind the Black Veil.
Pour financer l'ensemble du projet, trois campagnes Indiegogo distinctes ont été lancées, ce sont les fans qui ont entièrement financé le projet. Le CD est séparé en trois parties, appelées épisodes : le premier épisode contient les 4 premières pistes, le deuxième les pistes 5 à 8, et le troisième les pistes 9 à 14. À des fins promotionnelles, l'EP Violent Roses, qui contenait les épisodes 1 et 2, a été mis en vente lors du Metal Female Voices Fest 2014. Seuls 250 exemplaires ont été tirés, et tous ont été signés par le groupe en direct.
Entretemps, le reste des enregistrements de Behind the Black Veil se poursuit. Le 27 septembre 2012, le groupe annonce que Manuela Kraller (ex- Xandria) participe à un duo pour la chanson Memories Fall, en tant que personnage de Fate. Deux autres collaborations ont également été annoncées plus tard, le 13 janvier 2013, celle d'Inga Scharf (dans le personnage de Queen of No Good) et Stefan Schmidt du groupe de metal allemand Van Canto pour la chanson Evil Roots, et le 29 aout 2014 celle de Tony Kakko (personnage de The Moon) du groupe de métal finlandais Sonata Arctica pour la chanson Light In You. Heidi a terminé les paroles de l'album avec l'aide d'Emy Frost, Janne Storm et Perttu Vänskä, et la musique avec les compositeurs Emy Frost, Janne Storm, Mikko P. Mustonen et Stefan Schmidt. Les guitaristes Sami Salonen et Erkka Korhonen, le batteur Lauri Kuussalo et le bassiste Jukka Koskinen ont été ajoutés aux membres officiels de Dark Sarah, qui était maintenant devenu un groupe live, Heidi restant la figure principale. En chemin, le bassiste Jukka Koskinnen est parti et a été remplacé par Rude Rothstén, tandis que le 29 avril 2015, le batteur Lauri Kussaloit quitte Dark Sarah pour pouvoir se concentrer davantage sur sa propre musique, et fut remplacé par Thomas Tunkkari. Des vidéos pour les chansons Memories Fall (feat. Manuela Kraller), Hunting The Dreamer et Light In You (feat. Tony Kakko) ont été réalisées.

### The Puzzle(2015–2017)
Le 16 décembre 2015, Heidi annonce sur sa page Facebook que les enregistrements des premières chansons du deuxième album ont commencé. Le 6 mars 2016, le premier teaser sort avec le titre du nouvel album, The Puzzle. L'histoire continue où elle s'est terminée sur l'album précédent. Heidi l'explique ainsi : « The Puzzle est un album concept et continue l'histoire qui a commencé sur son prédécesseur appelé Behind the Black Veil. Après que l'arbre maléfique soit mort et l'âme de Sarah avec, elle a été envoyée pour dériver le long du fleuve de la mort. Les ruisseaux l'ont emmenée sur une ile où les âmes bannies sont emmenées. Pour quitter l'ile, elle doit résoudre le puzzle et trouver trois clés. »
Une fois de plus, une campagne Indiegogo finance l’album, cette fois sans plusieurs épisodes. Le financement complet est atteint à la fin de la campagne. Le premier single de l’album, Little Men, sort le 15 avril 2016. Le 24 avril, Heidi révèle sur Facebook qu’une fois de plus trois invités se produiront sur le nouvel album. Manuela Kraller (ex Xandria) revient avec son personnage Fate sur la chanson Rain, et Juha-Pekka Leppäluoto (des groupes Charon et Northern Kings) joue le personnage du Dragon sur la chanson Dance With The Dragon. Le 13 septembre, le troisième invité est annoncé : Charlotte Wessels (des groupes Delain et Phantasma) interprète le personnage Evil Siren Mermaid sur la chanson Aquarium, avec l’information déclarant que l’album The Puzzle sortira en Europe et en Amérique du Nord le 18 novembre. Le 18 octobre sort une vidéo avec paroles de la chanson Aquarium.

### The Golden Moth(2017–2019)
En mars 2017 est annoncé qu’un troisième album est en préparation. JP Leppäluoto revient pour reprendre son rôle du Dragon, ainsi que pour rejoindre la formation du groupe et composer la musique de l’album avec Heidi. Une autre campagne de financement participatif est également annoncée pour un nouveau clip, décrivant que « Le concept de Dark Sarah est construit autour de l’histoire d’une jeune femme appelée Sarah et de son combat contre son personnage maléfique Dark Sarah. Les albums racontent une histoire de son voyage à travers trois mondes : le monde du milieu ou de la vie (album Behind The Black Veil), le monde du dessous où habitent les morts (album The Puzzle), et le monde du dessus, où résident les esprits et les dieux. »
Le nouvel album est décrit comme la suite de l’histoire de Dark Sarah et du Dragon, souverain des enfers, qui se rencontrent à nouveau dans le monde du dessus. La campagne Indiegogo commence le 26 octobre, et atteint son plein budget le 14 décembre. Parallèlement, le titre du nouvel album, The Golden Moth, et un nouveau clip vidéo pour la chanson Trespasser sont dévoilés. Le 2 novembre, le chanteur Zuberoa Aznárez du groupe de métal espagnol Diabulus in Musica est révélé sur la page Facebook de Dark Sarah comme le premier nouvel invité de l’album, en tant que la féroce déesse Iron Mask. Plus tard le 3 décembre, les deux autres invités sont révélés : le chanteur et bassiste Marko Hietala (de Nightwish), personnifiant le dieu White Beard, et l’accordéoniste Netta Skog du groupe de métal finlandais Ensiferum, en tant qu’accordéon jouant sur Fortune Teller.

### Grim(2020–2023)
Le 16 janvier 2020, le groupe annonce travailler sur un quatrième album ainsi que le lancement d’une nouvelle campagne de financement participatif le 27 mars, après avoir annoncé le nom de l’album, Grim, sur la page Facebook du groupe le 23 mars. La sortie est prévue sous le label Napalm Records le 17 juillet 2020.
L’album raconte l’histoire d'un nouveau personnage nommé Luna, interprété par Heidi, et les personnages appelés The Ravens, sont joués par les musiciens. L'intrique de l’histoire est présentée sur Indiegogo : « Le quatrième album de Dark Sarh nommé Grim nous a guidés à travers de nouvelles époques et espaces avec le nouveau protagoniste appelé Luna. Qui est-elle ? Qu’est donc cette cité mystérieuse appelé Grim ?. Que sont les Orbes, qui sont les Ravens, et cette personne avec une tête de lapin ? Et qui est Mörk ? »

Les invités de l'album sont annoncés en même temps que la liste des titres. On retrouve JP Leppäluoto dans le rôle de Wolf ainsi que Jasse Jatala, finaliste de The Voice of Finland, pour jouer le rôle de Mörk. Le groupe sort un teaser pour l’annonce de leur premier single, Melancholia, qui sort le 17 avril en vidéo avec paroles. 

« Melancholia est le premier orbe trouvé par Luna. Comme tous les orbes, il contemple des pouvoirs magiques. La mélancolie lui donne la possibilité de voir son passé. En regardant dans l’orbe, elle trouve quelque chose de très familier, quelque chose qu’elle ne comprend pas très bien. Elle voit une ombre de quelqu’un qui était autrefois et vit à nouveau en elle.. »

Heidi s'est exprimé à propos de Grim : « Grim est un album concept tout comme les précédents, mais il débute une nouvelle histoire basée sur un thème fantastique–horreur. Musicalement, il introduit un son plus moderne et un avant-goût de ce qui est à venir, avec un twist à la Dark Sarah, bien sûr. Nous sommes très fiers de cet album et il a été vraiment amusant à réaliser. Créer une nouvelle identité visuelle au travers de l’univers de Grim a déjà été une aventure à part entière !. »

## Membres

### Membres actuels
- Heidi Parviainen - chant (2012-présent)
- Sami Salonen - guitares (2014-présent)
- Erkka Korhonen - guitares (2014-présent)
- Thomas Tunkkari - batterie (2015-présent)
- Rude Rothstén - guitares basses (2014-présent)

### Anciens membres
- Jukka Koskinnen - guitare basse (2014)
- Lauri Kuussalo - batterie (2014-2015)
- Juha-Pekka Leppäluoto - chant (2017-2019)

### Musiciens de session et personnages
Behind the Black Veil
- Kasperi Heikkinen (guitares sur Save Me et Poison Apple)
- Manuela Kraller (Fate sur Memories Fall)
- Inga Scharf (Queen of No Good sur Evil Roots)
- Van Canto (chœurs sur Evil Roots)
- Tuomas Nieminen (chœurs sur Silver Tree et Light in You)
- Tony Kakko (The Moon sur Light in You)

The Puzzle
- Juha-Pekka Leppäluoto (The Dragon sur Dance With the Dragon)
- Charlotte Wessels (Evil Siren Mermaid sur Aquarium)
- Manuela Kraller (Fate sur Rain)

The Golden Moth
- Zuberoa Aznárez (Iron Mask)
- Marco Hietala (White Beard)
- Netta Skog (Fortune Teller)
- Juha-Pekka Leppäluoto (The Dragon)

Grim
- Juha-Pekka Leppäluoto (Wolf sur The Wolf and the Maiden)
- Jasse Jatala (Mörk sur le titre éponyme)

## Discographie
Albums studio
- Behind the Black Veil (2015)
- The Puzzle (2016)
- The Golden Moth (2018)
- Grim (2020)
- The Attack of Orym (2023)

EPs
- Violent Roses (2014)

Vidéographie
- Save Me (2013)
- Memories Fall (2014) (feat. Manuela Kraller)
- Hunting the Dreamer (2014)
- Light in You (2015) (feat. Tony Kakko)
- Little Men (2016)
- Aquarium (vidéo lyrique) (2016) (feat. Charlotte Wessels)
- Dance With the Dragon(2016) (feat. Juha-Pekka Leppäluoto)
- Trespasser (2017)
- Gods Speak (vidéo lyrique) (2018) (feat. Marco Hietala & Zuberoa Aznárez)
- Sky Sailing (2018)
- Golden Moth (2018)
- Melancholia (vidéo lyrique) (2020)